# Індонезійсько-малайзійська конфронтація
Індонезійсько-малайзійська конфронтація (малай. і індонез. Konfrontasi) — збройний конфлікт низької інтенсивності, що тривав протягом 1963—1966 років між Індонезією та Малайзією через заперечення та протидію індонезійського правлячого режиму факту створення держави Малайзія. Ця країна перебувала на стадії формування суверенної держави, яка створювалася шляхом злиття Малайської Федерації (сучасна Західна Малайзія), Сінгапуру та британських коронних колоній Північний Борнео та Саравак (сумарно відомі, як Британське Борнео, сучасна Східна Малайзія). Важливими чинниками, що вплинули на виникнення конфлікту було протистояння Індонезії у березні-серпні 1962 року політиці Нідерландів у Західній Новій Гвінеї та Брунейське повстання грудня 1962 року.
Конфронтація мала характер неоголошеної війни, воєнні дії точилися переважно в прикордонній зоні між Індонезією та Східною Малайзією на острові Борнео (Калімантан). Бойові дії в основному велися в джунглях Малайського архіпелагу в окремих осередках невеликими військовими підрозділами рота-взвод-патруль, зрідка із застосуванням армійської авіації. Основною тактикою дій індонезійських збройних сил була інфільтрація на територію суперника для розпалювання міжетнічних та релігійних суперечок у регіонах Сабах та Саравак.